# شهيد محمود (مقاطعة فسا)
شهيد محمود (بالإنجليزية: Tolombeh-ye Shahid Mahmud Owtrab)‏ هي human-geographic territorial entity تقع في فارس في إيران.